# Nissan Navara
La Nissan Navara, Nissan Frontier su vari mercati, è un pick-up della Nissan Motor presentato per la prima volta nel 1986 e di cui sono state prodotte più serie. Nel 2021 ne è stata presentata la quarta serie della Frontier.

## La Navara prima serie (D21) 1986-1997
La prima generazione (codice D21) è stata il successore del Datsun 720, venduto come Nissan Datsun Truck in Giappone. Il nome Navara venne introdotto inizialmente solo in alcuni mercati come l'Australia mentre in Europa venne venduto semplicemente come Nissan Pick-Up e Navara identificava l’allestimento top di gamma.
A differenza delle generazioni precedenti, questo modello era disponibile in tutto il mondo in due tipologie di carrozzeria. La carrozzeria "A" venne progettata in Giappone ed era disponibile nelle varianti a cabina singola o doppia, mentre la carrozzeria "S" King Cab è stata progettata negli Stati Uniti, presso il centro stile Nissan a San Diego, in California ed era una cabina singola più lunga a due porte con due strapuntini posteriori per il trasporto temporaneo di passeggeri.
A seconda del mercato ogni versione aveva un design frontale unico, con la versione americana caratterizzata da una calandra specifica e protezioni anteriori svasate più larghe. In alcuni paesi, come l'Australia, sono state vendute entrambe le versioni.
Questo è stato anche assemblato in Grecia per il mercato locale, dove è stato commercializzato come Pickup Nissan e King Cab.
In Nord America, venne venduto dal 1980 al 1983 con il marchio Datsun, successivamente la casa introdusse gradualmente sui propri modelli il marchio Nissan e dal settembre del 1984 venne ribattezzato "Nissan Datsun". Tuttavia, i pickup Nissan continuarono ad essere commercializzati nel mercato domestico giapponese come "Nissan Datsun". La serie D21 fu chiamata Nissan Hardbody negli Stati Uniti. "Hardbody" si riferisce al letto a doppia parete del camion e allo stile generale. La Hardbody fu prodotta per il mercato statunitense dal novembre 1985 al 1997, e fu diretta concorrenza al pickup compatto Toyota. Il passaggio dalla 720 alla D21 della Nissan serie cambiò stile nel gennaio 1986 per l'anno modello 1986, quindi la nuova D21 e la successiva Hardbody possono essere facilmente distinte dalla precedente 720 con i suoi due grandi fari anziché quattro luci più piccole e un aspetto meno squadrato e più aggressivo. Il Nissan Pathfinder è stato derivato dall'Hardbody Truck e ha iniziato nello stesso anno modello con il codice telaio WD21.

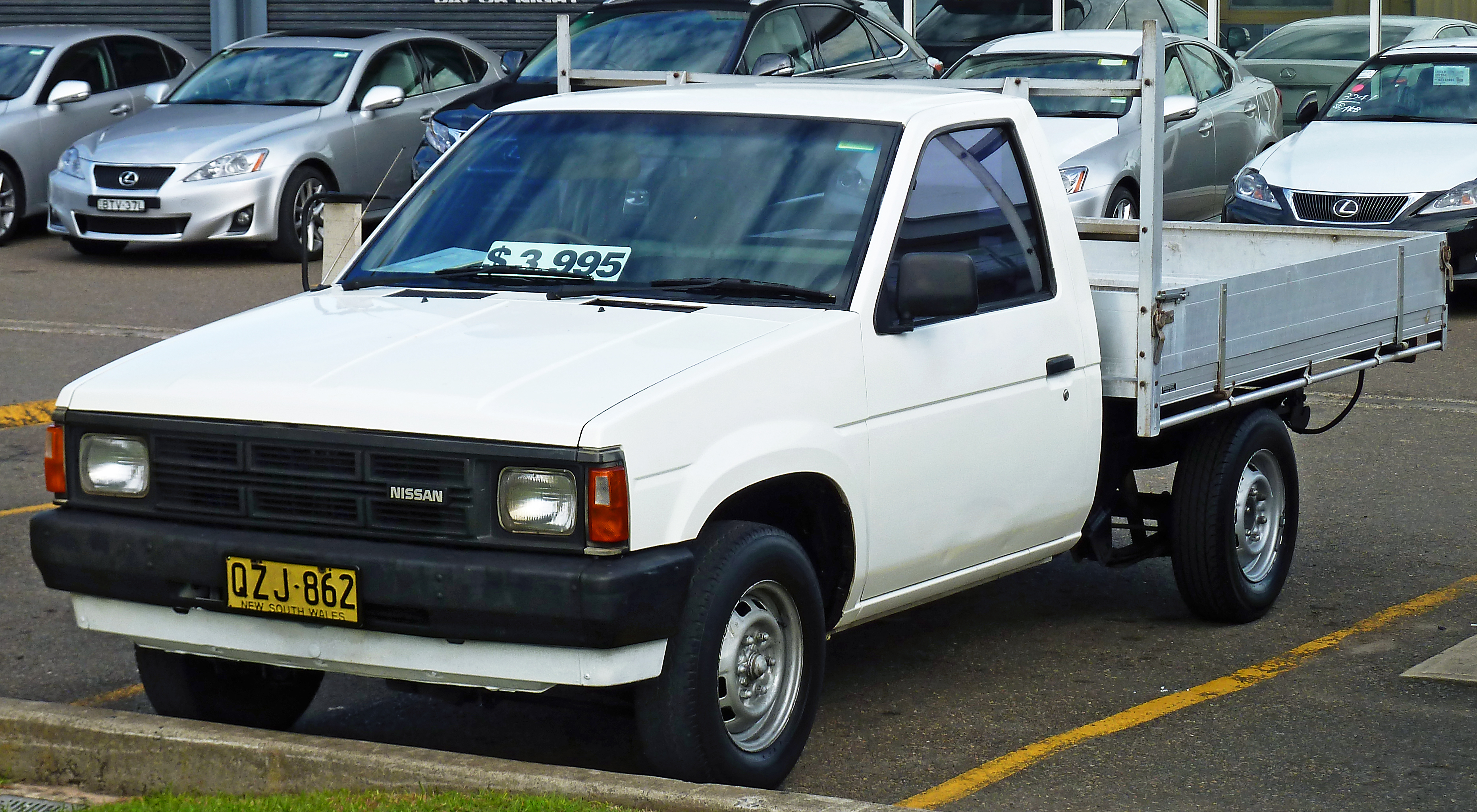
1989 Nissan Navara (D21) DX 2 porte telaio della cabina (Australia)

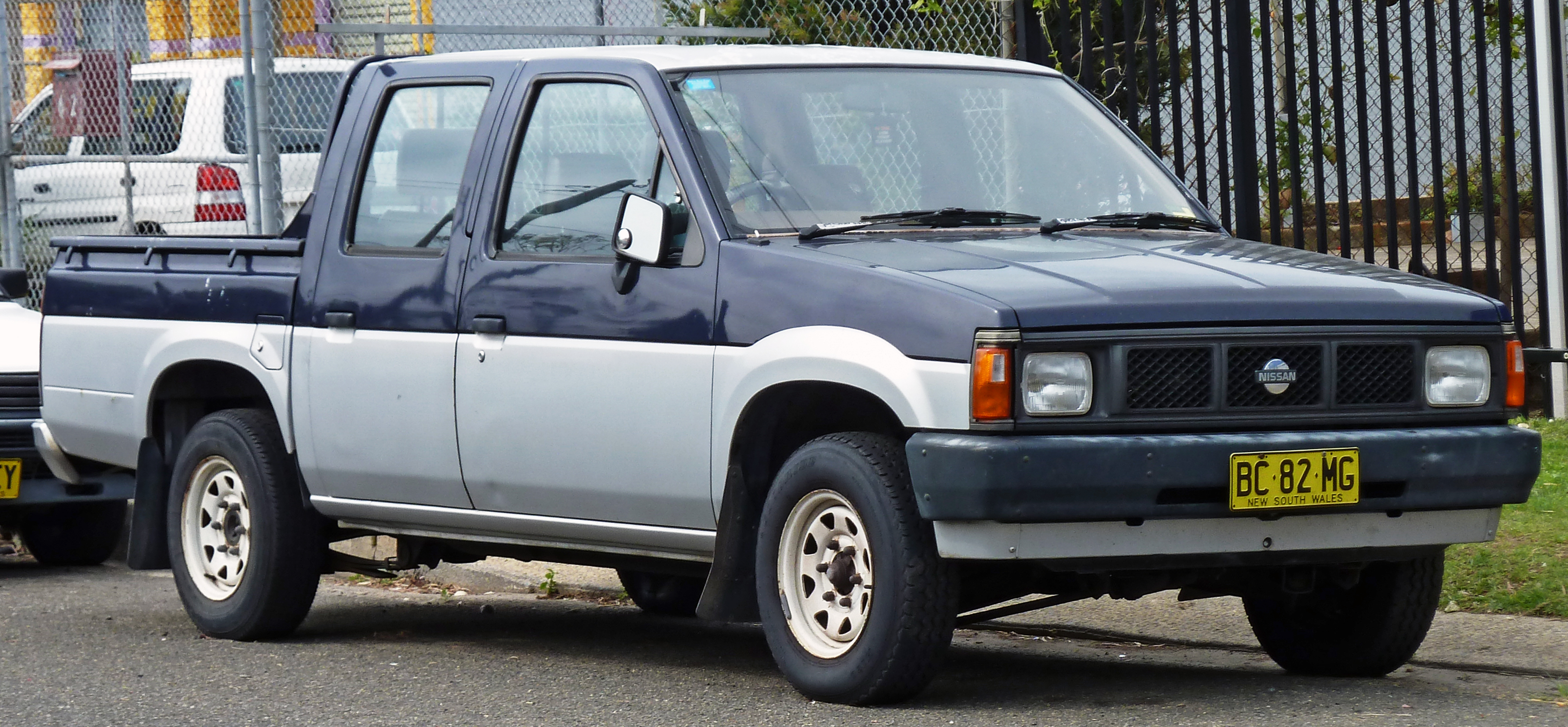
1989 Nissan Navara (D21) 4 porte utility (Australia)

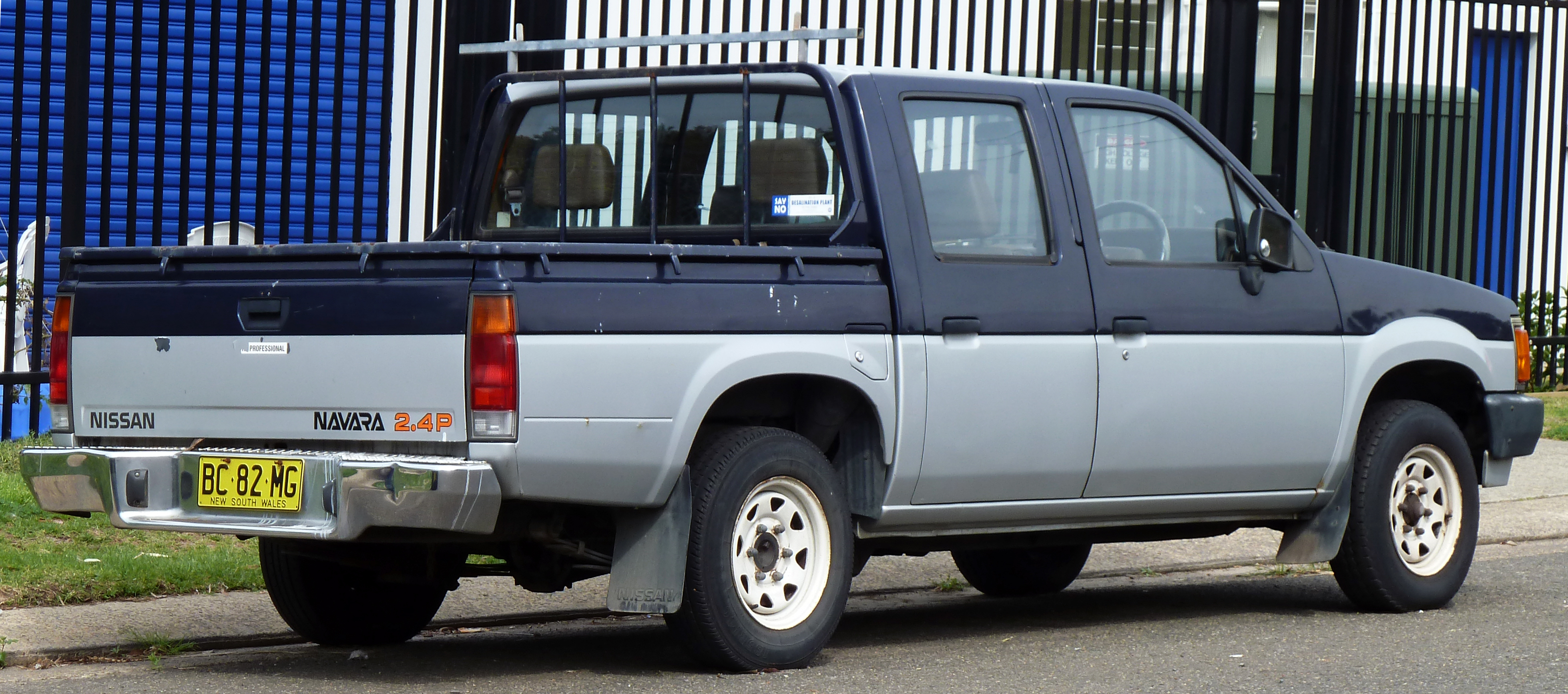
1989 Nissan Navara (D21) 4 porte utility (Australia)

Negli Stati Uniti, gli stili di cabina Hardbody erano "Standard" e "King" (noto anche come "Esteso"). Le lunghezze dei letti erano "standard" di 6 piedi (2 m) e "lunghe" di sette piedi. I mercati internazionali hanno anche ricevuto la versione 'Crew Cab' (a quattro porte) con un letto corto da quattro piedi e mezzo.
Erano disponibili motori a quattro cilindri e V6. Un motore Z24i a quattro cilindri da 2,4 litri fu utilizzato fino al 1989 e produsse 106 CV. Nel 1989, questo è stato sostituito dal KA24E di spostamento simile: un motore SOHC di prestazioni rispettabili. Nei modelli 90-97, il motore del camion presentava una nuova testata a tre valvole per cilindro che produceva 134 CV (100 kW) (La variante del 1990 riceveva esattamente la stessa configurazione del motore della 240SX dello stesso anno). Il sei cilindri VG30i da 3,0 litri (primi anni) o VG30E (anni successivi) il motore aumentò la potenza e la coppia solo modestamente e non fu disponibile negli Stati Uniti a partire dall'anno modello del 1996 perché Nissan non era in grado di soddisfare i requisiti della nuova legge sulle emissioni OBD-II in tempo.
Le trasmissioni manuali a cinque velocità, incluso l'overdrive, erano le più comuni, ma una trasmissione automatica era un'opzione disponibile. Entrambe le versioni a trazione posteriore (4×2) e a quattro ruote motrici (4×4) sono state realizzate in quantità. Un differenziale a slittamento limitato era di serie sulle varianti 4WD del rivestimento superiore "SE".
Le principali opzioni includevano aria condizionata, ruote / pneumatici più grandi, lunotto scorrevole, stereo e paraurti posteriore. C'erano diverse finiture disponibili tra cui base, XE e parte superiore della linea SE. La XE poteva essere ordinata con un "pacchetto di valore" a partire dal 1994 che includeva aria condizionata, specchietti retrovisori elettrici, cerchi in lega e finiture cromate sul corpo come specchietti e paraurti. La SE era meglio equipaggiata e poteva essere ordinata con il "pacchetto sportivo" con tetto apribile, alzacristalli elettrici, serrature e specchi, aria condizionata e speciali cerchi in lega "Robot".
Nel 1992, Nissan ha avuto un anno crossover in cui l'anno modello del 1993 (metà anno 1992 a metà anno civile 1993) ha avuto il cruscotto degli anni modello 1986-1992 con un aspetto leggermente rinnovato, nonché alcuni piccoli cambiamenti interni e un cruscotto rivisto. In una prima per l'industria automobilistica, questo modello utilizza la nuova aria condizionata refrigerante R134A.
Nel 1993, l'ultimo aggiornamento importante sarebbe durato fino al 1997. Le modifiche furono una nuova plancia ergonomica e interni molto migliorati per il 1994.
Il 1995 è stato il primo anno modello a conformarsi al nuovo regolamento "luci di stop high mount" del Dipartimento dei trasporti degli Stati Uniti che impone a tutti i camion di avere una luce di stop al centro della parte posteriore nella parte superiore della cabina, sebbene sia stata aggiunta una luce temporanea i modelli del 1994.
Alla fine del 1995, è stato aggiunto un airbag lato guidatore e la conformità alle nuove norme di sicurezza statunitensi. L'ABS della ruota posteriore è arrivato con entrambi i modelli 2WD e 4WD a partire dal 1990.
Le versioni vendute in altri paesi sono arrivate con una serie di motori più economici, che vanno da quattro litri di benzina da 1,6 litri a un diesel a quattro cilindri da 2,7 litri, inclusi i motori diesel SD25 e TD25 .

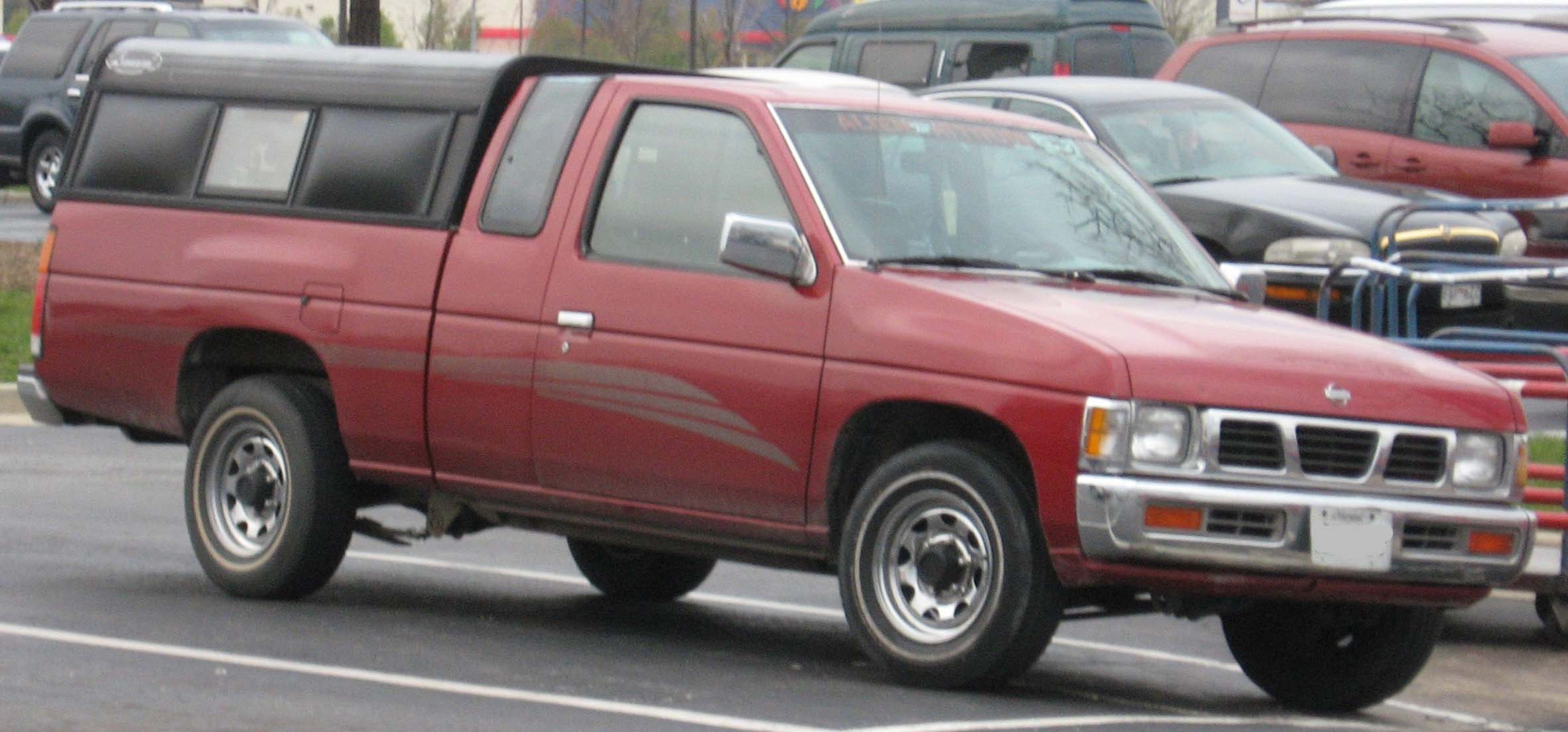
Autocarro Nissan Hardbody con interni aggiornati, cofano leggero, paraurti e griglia di aggiornamento. (1.993,5-1.997)

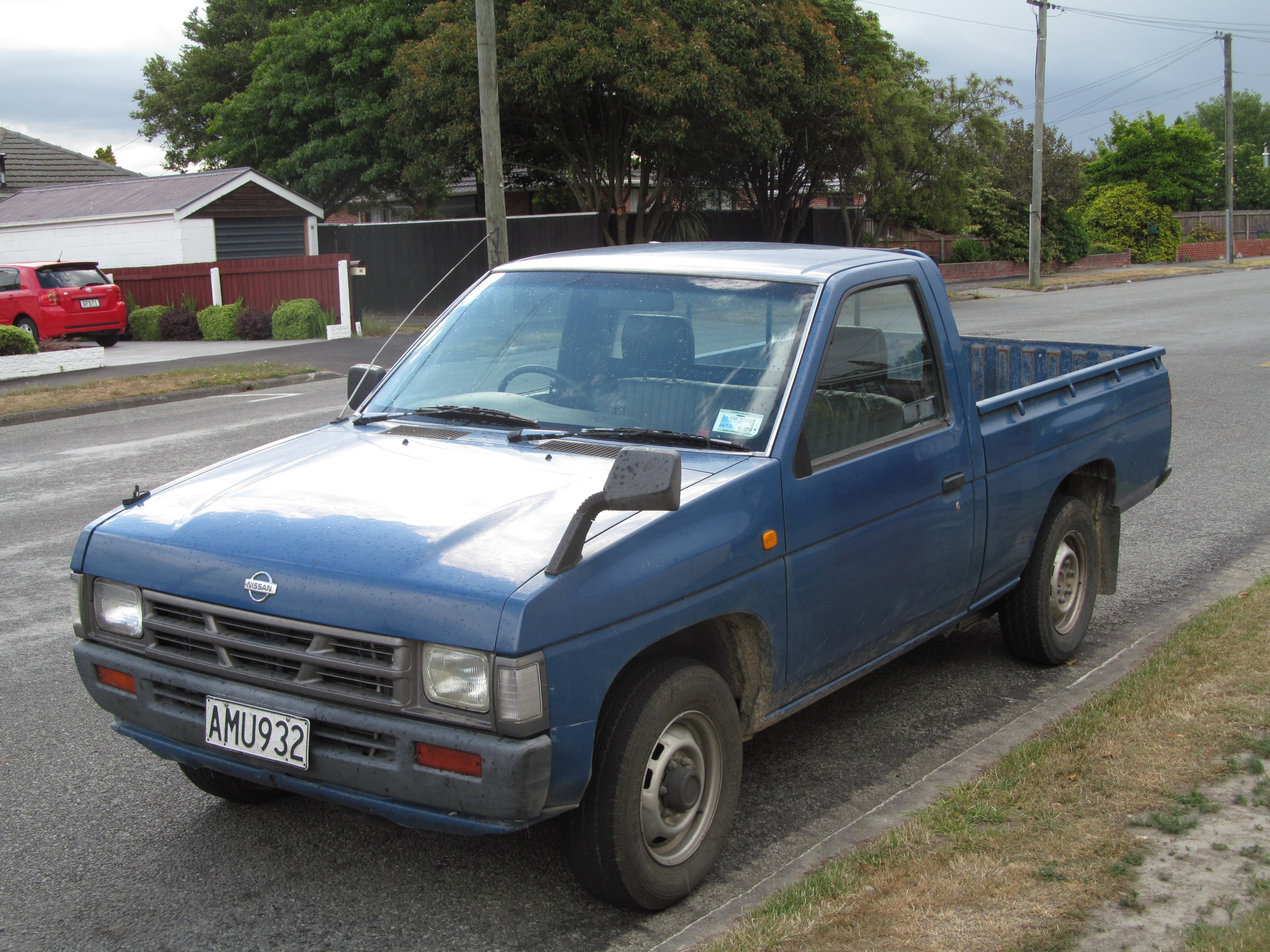
Nissan Datsun (Giappone)

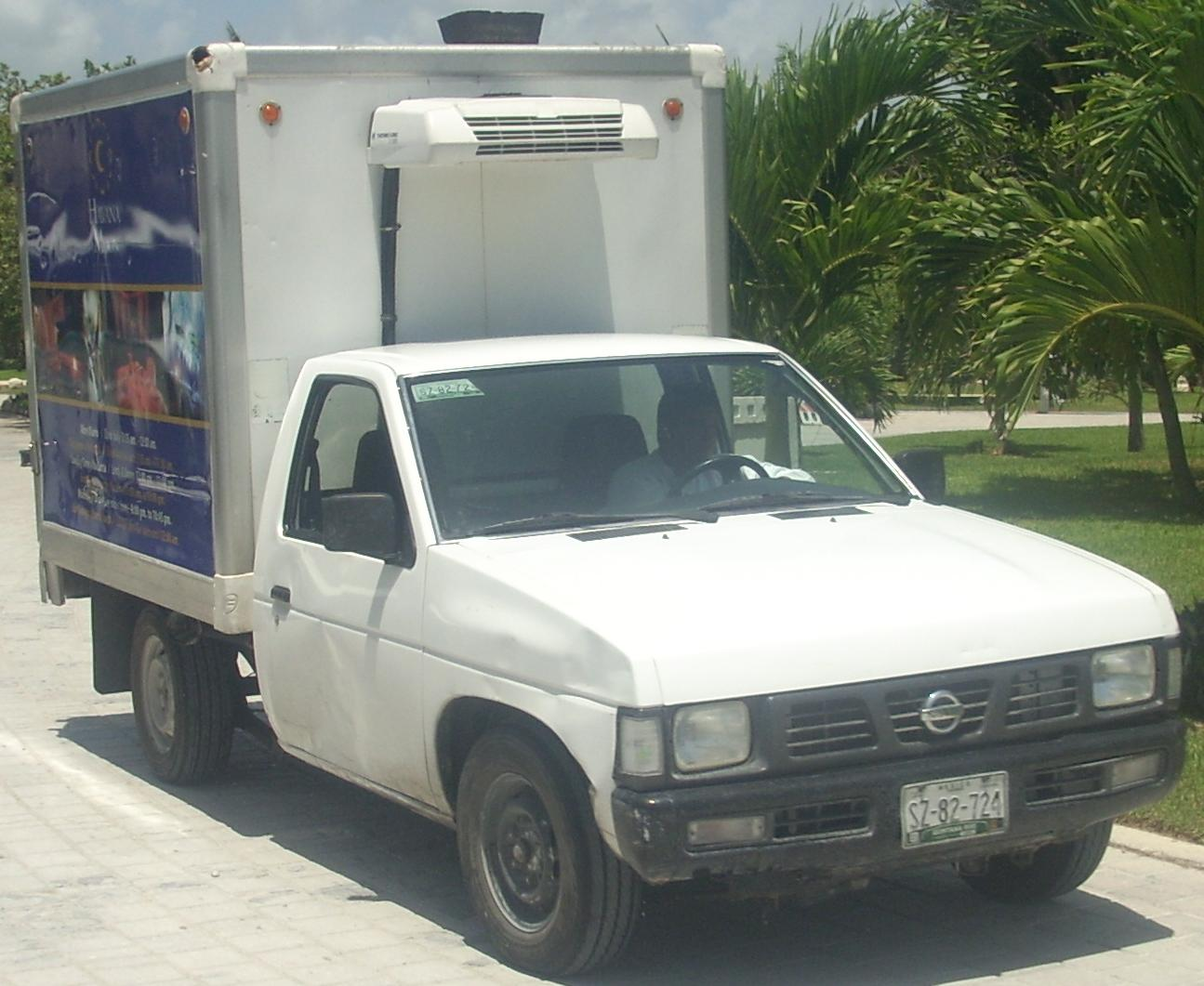
Nissan Hardbody Truck (Messico)

Questi piccoli camioncini Hardbody venduti molto bene in tutto il mondo, sono ancora spesso visti sia su strada che fuoristrada. Il motore V6 aveva una cinghia di distribuzione che richiede la sostituzione ogni 60K miglia. Negli Stati Uniti, a partire dal 1997, il nuovo "D22" fu ufficialmente chiamato "Frontier" e usò un nuovo DOHC 2.4L preso in prestito dalla Nissan Altima. Un V6 "VG33" appena modificato fu disponibile nel 1998 e terminò la produzione negli Stati Uniti nel 2004. Il nuovo VG33E V6 aveva nuovi prigionieri del collettore di scarico da 10 mm più grandi, nel tentativo di ridurre il rischio di guasto prematuro del collettore di scarico, ma ancora ebbe un successo limitato.
Il design D21 era ancora disponibile nuovo in alcuni paesi dell'America Latina, realizzato in Messico fino all'anno modello 2008. Nel suo paese d'origine, una gamma di quattro varianti base della D21 sono vendute insieme come Nissan Trucks.
Nissan Mexicana ha terminato la produzione dei Camion il 15 marzo 2008 dopo 15 anni di produzione nello stabilimento di Cuernavaca.
La Nissan D21 è ancora in vendita in Venezuela dal 2014.

## La Navara seconda serie (D22) 1997-2005

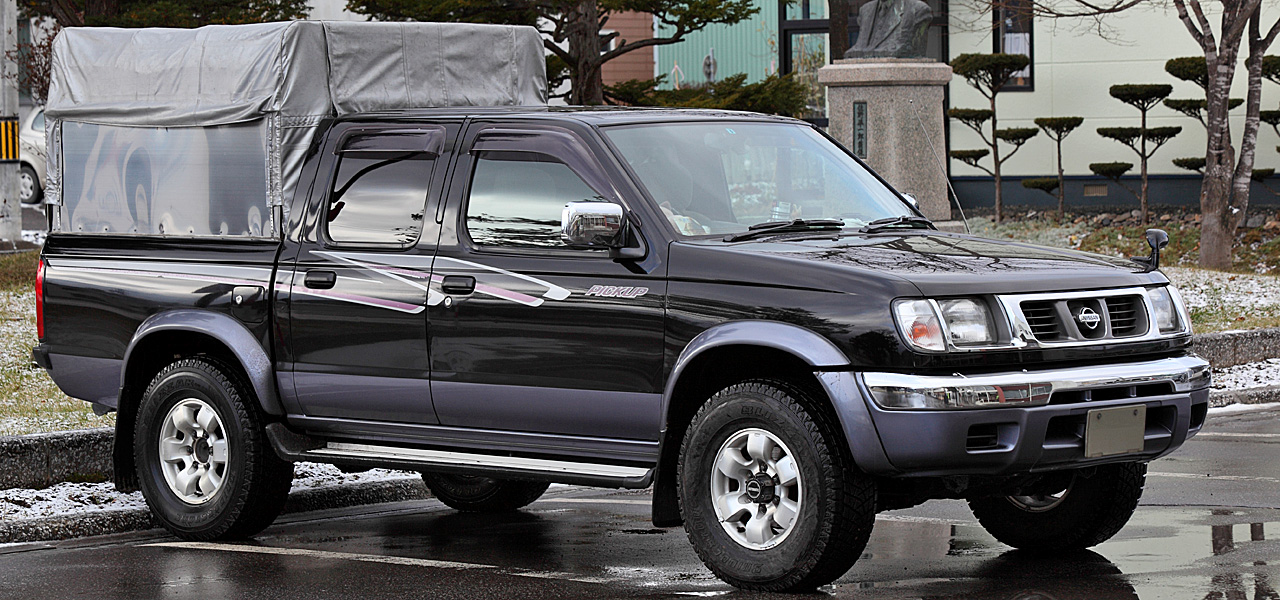
Nissan Navara D22

La seconda serie della Navara (nome in codice D22) viene lanciata nel gennaio 1997 in Giappone e per la prima volta adotta sul mercato interno il marchio Nissan mentre Datsun diventa la denominazione del modello; i modelli per uso professionale omologati come autocarro in Giappone verranno venduti come Nissan Datsun Truck mentre i modelli per uso ricreativo vengono commercializzati come Nissan Datsun Pick-Up. Nell’aprile 1997 viene lanciato anche in Australia ribattezzato Nissan Navara. In Nord America debutta al salone di Chicago nel febbraio 1997 come “Model Year 1998” con la denominazione Nissan Frontier. Il debutto in Europa avviene nel 1998 denominata semplicemente Nissan Pick-Up mentre Navara sarà usato solo dalla serie successiva. Nel Regno Unito sarà venduta come Nissan Navara rispecchiando le medesime caratteristiche del modello australiano.
La progettazione del D22 parte in Giappone nel 1994 e viene terminata nel 1995 mentre il design viene realizzato presso il centro stile Nissan in California. Nissan impose la realizzazione di un pick-up più robusto rispetto alla vecchia serie D21 e soprattutto più moderno nel design con forme arrotondate e interni di migliore qualità. Vennero studiate tre varianti di carrozzeria: Single Cab (due porte), King Cab (quattro porte), Crew Cab (due porte con cabina allungata). Il pianale di base a longheroni e traverse fu derivato da quello del Terrano II.
Nel 2008 sul mercato europeo il Pick-Up venne aggiornato e ribattezzato Nissan NP300. Il motore 2.5 Tdi venne riomologato Euro 4.

## La Navara terza serie (D40) dal 2005 al 2015

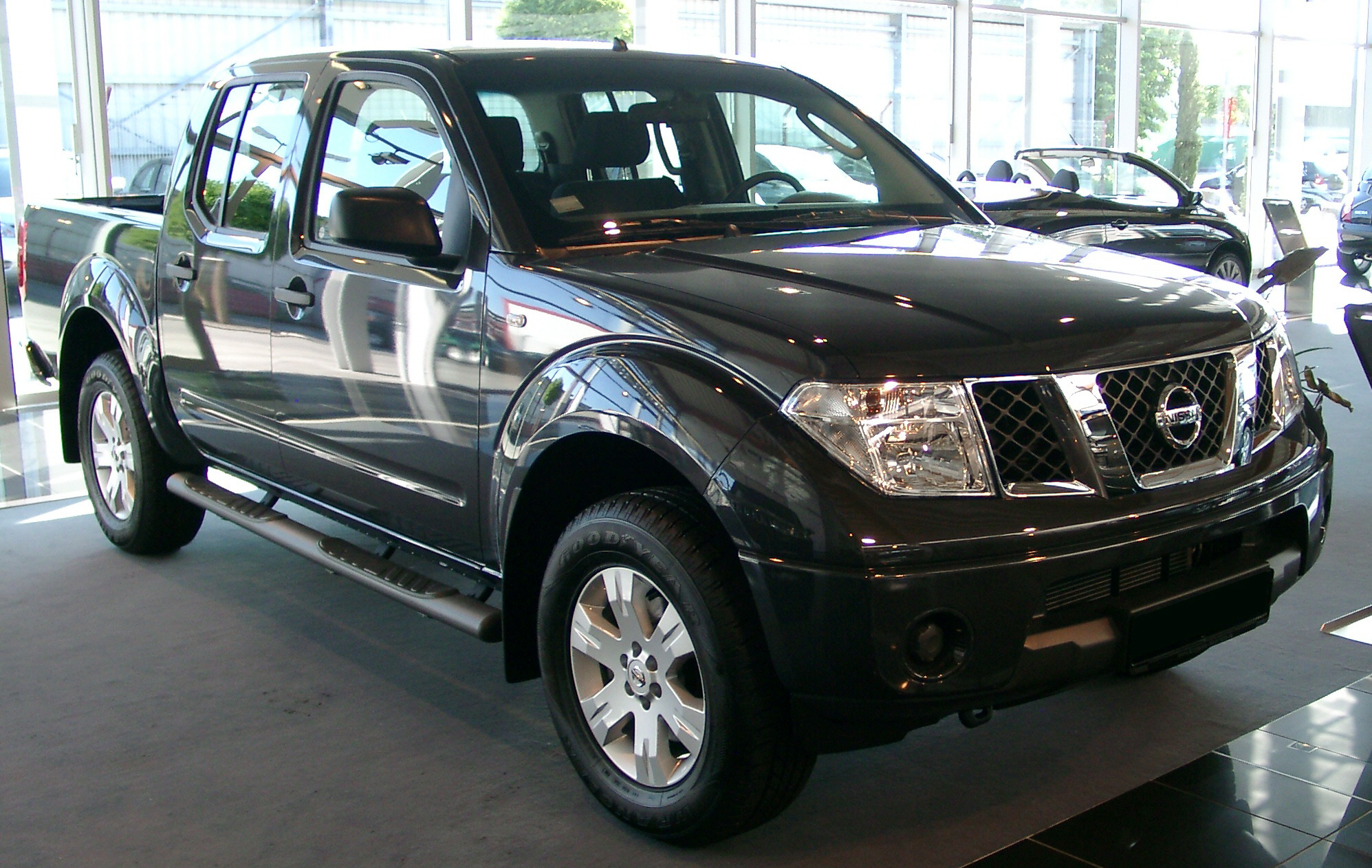
Navara di terza serie

La Navara terza serie, presentata nel 2005, è disponibile negli allestimenti SE, XE, LE e nella versione single cab (2 posti veri + 2 per bambini) e nella versione double cab (cinque posti veri). Funzionante normalmente a trazione posteriore, è possibile azionare, tramite un semplice pulsante a rotazione, anche il ponte anteriore offrendo così una trazione 4×4 permanente. Ha infine il riduttore che consente una maggiore coppia motrice a bassi giri (per un uso gravoso in 4×4 come ripide discese/salite o su fondi pietrosi).
Nella versione presente sul mercato europeo nel 2011 erano disponibili due motori: un turbo diesel 2.5 dCi (YD25DDTi High Power V4) disponibile con cambio manuale 6 rapporti e un automatico 5 rapporti, entrambe con ridotte, da 140 KW (190 cv) e 403 Nm (322 lb⋅ft) di coppia, per una velocità massima di 180 km/h; ed un turbo diesel V6 da 3,0 litri (engine Nissan-Renault V9X) che sviluppava 170 KW (231 cv) e 550 Nm (406 lb⋅ft) di coppia tra 1.700 rpm e 2.500 rpm. Il Navara V6 inoltre vantava un cambio automatico a sette rapporti (con ridotte) ed un'altezza minima da terra maggiore di circa 3 cm in più rispetto al 2.5. Entrambi i motori rispettano la normativa euro 5.
La versione 2.5 era dotato di un differenziale posteriore bloccabile al 100% tramite pulsante in cabina, mentre il 3.0 era equipaggiato di un differenziale posteriore autobloccante LSD (Limited Slip Differential) di serie.

### Dati tecnici della terza serie
- Motore: Turbodiesel, anteriore longitudinale, 4 cilindri in linea
- Cilindrata: 2488 cm³
- Potenza max: 190 cv a 4000 giri
- Coppia max: 403 N·m a 2000 giri
- Velocità max: 180 km/h
- Accelerazione 0-100: 11"8

- Motore: Turbodiesel, anteriore longitudinale, 6 cilindri a V
- Cilindrata: 2,993 cm³
- Potenza max: 231 cv a 4000 giri
- Coppia max: 550 N·m a 2000 giri
- Velocità max: 190 km/h
- Accelerazione 0-100: 10"8

## La Navara quarta serie (D23) dal 2015

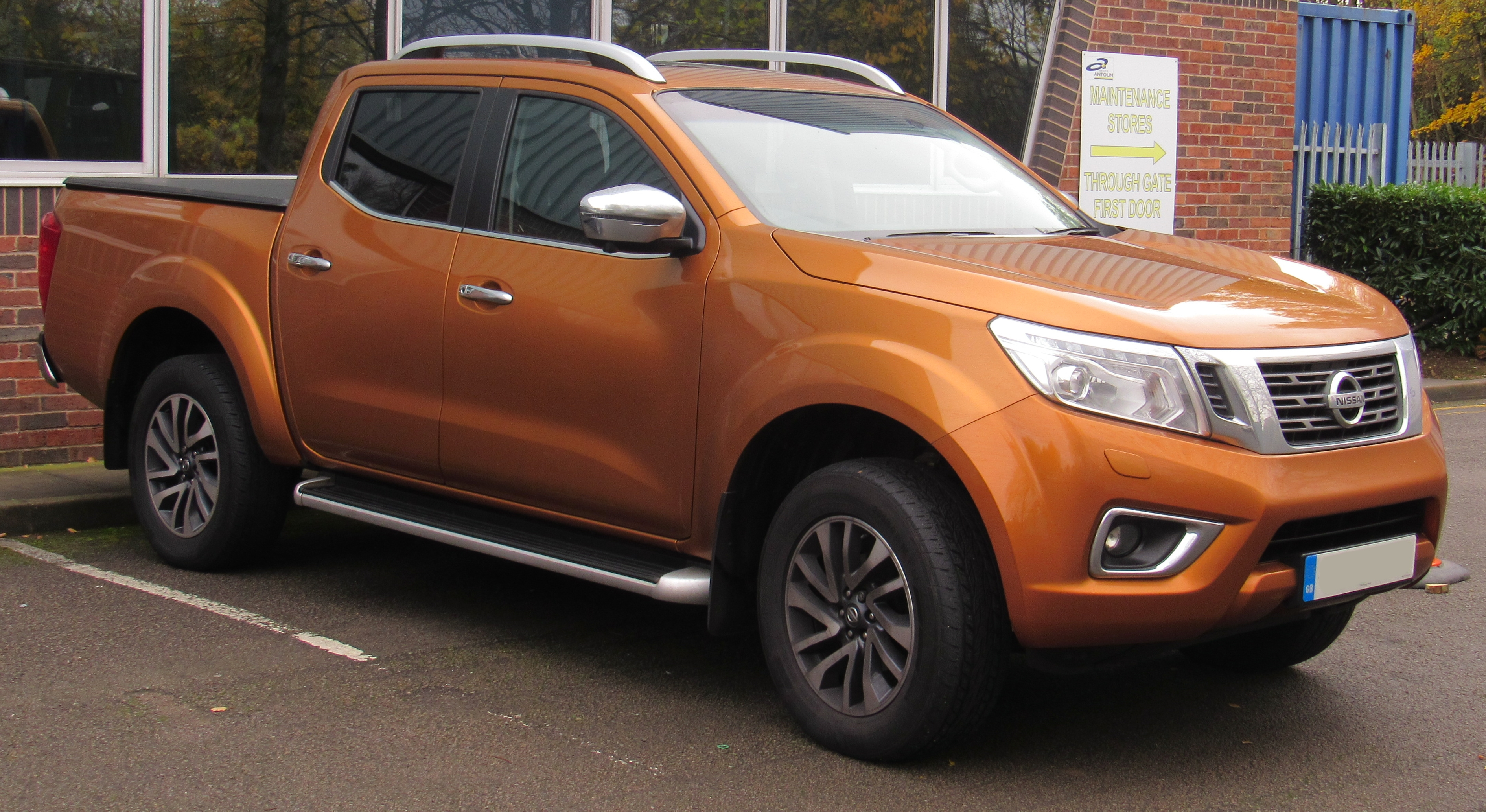
La Navara di quarta generazione

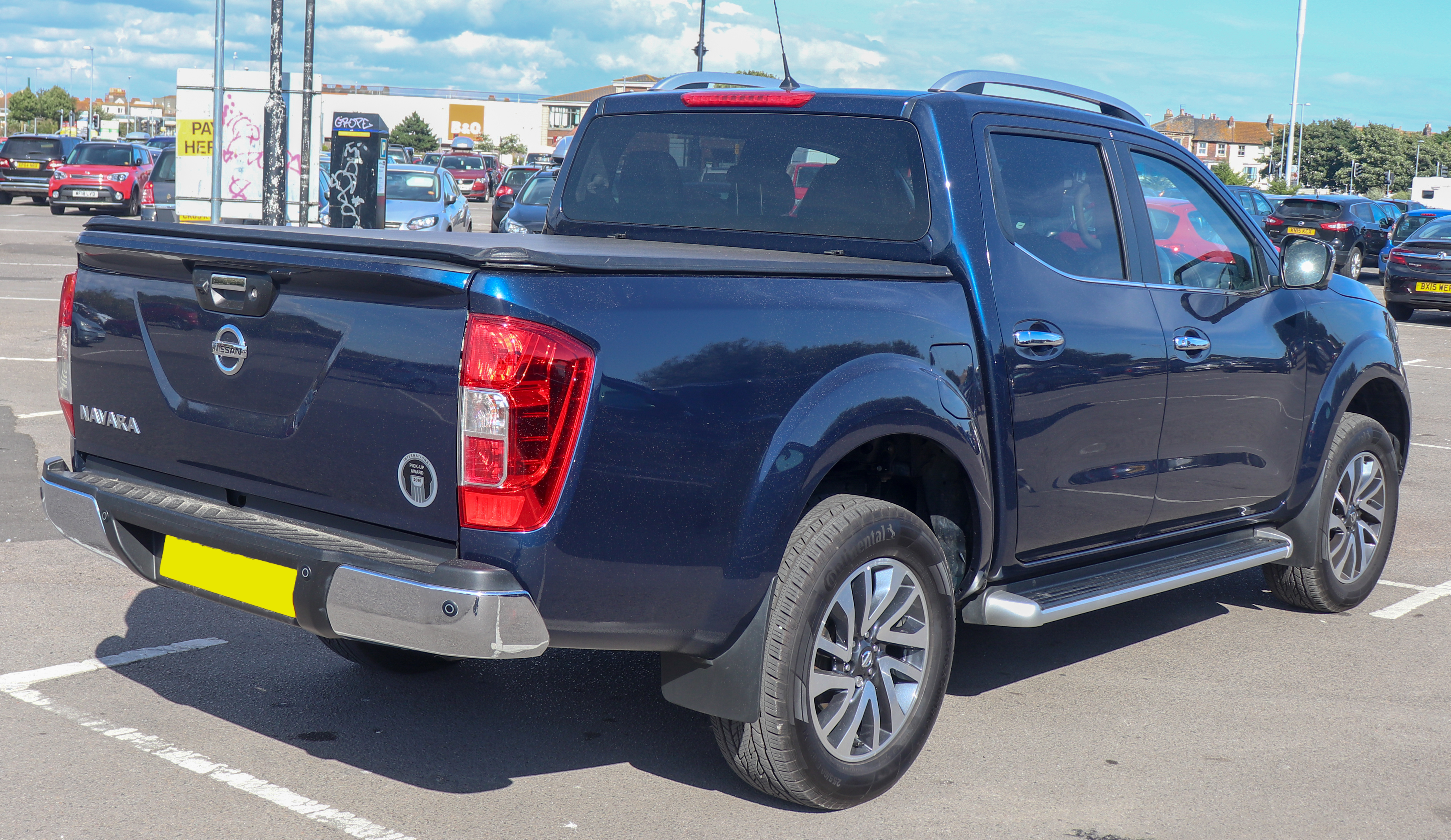

L'11 giugno 2014, Nissan ha presentato la terza generazione di Navara, nome in codice D23 e rilasciata come NP300 Navara. La produzione in serie è iniziata in un nuovo impianto da $ 360 milioni a Samut Prakan, in Thailandia, a luglio 2014 e le consegne sono iniziate ad agosto. La D23 non è disponibile negli Stati Uniti o in Canada. Un portavoce della Nissan North America ha dichiarato che la D23 non è indicativa di una sostituzione della D40 Frontier. Il modello europeo sarà caratterizzato da un motore da 2,3 litri della Nissan NV400. Dopo il rilascio della D23, disponibile solo con motori a 4 cilindri, la D40 rimase in produzione solo con il V6 e il cambio automatico.
Per l'anno modello del 2018, la Navara è dotata della tecnologia Nissan Intelligent Mobility che include un monitor Around View e un sistema di monitoraggio per punti ciechi.Nissan Navara EnGuard Concept 2016
Il concetto EnGuard è una D23 Navara modificata lanciata direttamente verso le organizzazioni di soccorso di emergenza. Presentata al Motor Show di Hannover del 2016, il concetto si distingue per essere il primo prototipo con una batteria portatile progettata e sviluppata da Nissan. Altre caratteristiche che soddisfano le organizzazioni di soccorso includono un drone DJI Phantom 4 di bordo, una maggiore altezza di marcia, luci stroboscopiche e un sistema di sospensione completamente regolabile.
Nel 2015 viene presentata la quarta serie della Navara. Nel 2016 è presentata la Mercedes-Benz Classe X e nel 2017 la Renault Alaskan, con le quali la Navara di quarta generazione condivide chassis e motori.

## Sicurezza automobilistica
Il Navara è stato sottoposto più volte ai crash test dell'Euro NCAP: alla prima presentazione nel 2008 non è riuscito a passare il test in maniera soddisfacente e la casa madre ha provveduto immediatamente ad alcune modifiche che hanno fatto sì che il veicolo, ancora nello stesso anno, al nuovo test raggiungesse il risultato di 3 stelle.
Nel 2015 è stato effettuato il crash test della quarta serie e il veicolo ha ottenuto il punteggio di 4 stelle.